# David Boehm
David Boehm (* 1. Februar 1893 in Brooklyn, New York; † 31. Juli 1962 in Santa Monica, Kalifornien) war ein US-amerikanischer Drehbuchautor, der ein Mal für den Oscar für die beste Originalgeschichte nominiert war.

## Leben
Boehm begann seine Laufbahn in der Filmwirtschaft Hollywoods 1933 als Autor des auf seinem Bühnenwerk basierenden und von Roy Del Ruth inszenierten Sozialdrama Employees’ Entrance mit Loretta Young, Warren William und Alice White. Er fasste bis 1960 die Drehbücher und Vorlagen für 24 Filme und Fernsehserien.
Bei der Oscarverleihung 1945 wurde Boehm zusammen mit Chandler Sprague für den Oscar für die beste Originalgeschichte nominiert, und zwar für den unter der Regie von Victor Fleming entstandenen Kriegsfilm Kampf in den Wolken (A Guy Named Joe, 1943) mit Spencer Tracy, Irene Dunne und Van Johnson in den Hauptrollen.
Der Film wurde 1989 von Steven Spielberg als Always – Der Feuerengel von Montana mit Richard Dreyfuss, Holly Hunter und Audrey Hepburn neu verfilmt.

## Filmografie (Auswahl)
- 1933: Employees’ Entrance
- 1933: Goldgräber von 1933 (Gold Diggers of 1933)
- 1933: Spätere Heirat ausgeschlossen (Ex–Lady)
- 1935: Der Rabe (The Raven)
- 1936: Geheimnisvolle Passagiere (Florida Special)
- 1943: Kampf in den Wolken (A Guy Named Joe)
- 1944: Knickerbocker Holiday
- 1950–1951: Kleine Spiele aus Übersee (Fireside Theatre, Fernsehserie, 2 Folgen)
- 1957: Streifenwagen 2150 (Highway Patrol, Fernsehserie, 1 Folge)
- 1960: Lassie (Fernsehserie, 2 Folgen)